# 南方鳕属
南方鳕属（学名：Austelliscus）是辐鳍鱼总纲的一属。

## 下属物种
本属包括以下物种：
- Austelliscus ferox Figueroa, Weinschütz & Frieman, 2021[2]